# SafeDisc
SafeDisc（セーフディスク）とは、米マクロヴィジョンが開発したパソコン向けCD-ROMおよびDVD-ROM用プロテクト。

## 概要
Windows用の商用アプリケーション及びゲームのコピー防止を目的として開発された。初期のバージョンにおいてはさほど突破することは難しくなかったが、バージョン2.9+ではコピーもしくはリバースエンジニアリングを行うのが難しいディスクを作り出すことができるとされる。

## 特徴
ディスク上に故意にエラーセクタを挿入し、読み込み時にそれをチェックすることにより正規品を見分ける（ディスクのコピー時にはもっぱらエラーセクタを補正しようとするのを利用）。CDのATIP情報を読み込み、CD-ROMとCD-R/RWを判別するギミックも途中で組み込まれた。現行版ではDAEMON Tools等の仮想ディスクによる起動を防止するため、コピー時にデジタル署名を付加する機能もある。複製を防止する能力は高いが、正規品をコピー品と間違える、いわゆる誤動作の発生率もやや高い。

## 欠陥と脆弱性
SafeDiscはsecdrv.sysというデバイスドライバをWindowsにインストールする。これによってコピープロテクトを実現するが、同時にリング0へのアクセスを可能にする。これはトロイの木馬などへの潜在的なセキュリティリスクでもある。
そのためWindows 10ではサポートされておらず、SafeDiscを利用したゲームやアプリケーションは原則として起動不可能となっている。
また、それ以前のOSも2015年9月9日のMicrosoft Updateによる自動アップデートでsecdrv.sysが無効化されたため、同様に起動不可能となった。